# Adams (Dakota du Nord)
Pour les articles homonymes, voir Adams.
La ville d’Adams est située dans le comté de Walsh, dans l’État du Dakota du Nord, aux États-Unis. Sa population, qui s’élevait à 127 habitants lors du recensement de 2010, est estimée à 120 habitants en 2018.

## Démographie
| 1910 | 1920 | 1930 | 1940 | 1950 | 1960 |
| ---- | ---- | ---- | ---- | ---- | ---- |
| 338  | 404  | 345  | 355  | 411  | 360  |

| 1970 | 1980 | 1990 | 2000 | 2010 | - |
| ---- | ---- | ---- | ---- | ---- | - |
| 284  | 303  | 248  | 203  | 127  | - |

## Source
- (en) Cet article est partiellement ou en totalité issu de l’article de Wikipédia en anglais intitulé « Adams, North Dakota » (voir la liste des auteurs).

1. ↑  (en) « Population and Housing Unit Estimates » (consulté le 11 septembre 2019)
2. ↑  (en) Bureau du recensement des États-Unis, « Census of Population and Housing » (consulté le 7 août 2013)
3. ↑  (en) « Population Estimates », Bureau du recensement des États-Unis (consulté le 11 septembre 2019)
4. ↑  (en) « Statistiques des États-Unis - Dakota du nord - Profils des comtés de 2010 » (consulté en juin 2021)